# Coln St. Dennis
Coln St. Dennis è un villaggio e parrocchia civile dell'Inghilterra, appartenente alla contea del Gloucestershire.